# Хана Хуљић
Хана Хуљић (алијас Hana Who) (28. децембар 1990, Сплит) је хрватска певачица. Позната је као ћерка композитора Тончија и текстописца Вјекославе Хуљић.

## Биографија
Као девојчица, појавила се у споту за песму Дошло вријеме 1993. године. У том тренутку, главни вокал групе Магазин била је Данијела Мартиновић. Пре него што је почела музичку каријеру, играла је у серији Нове ТВ под називом Стела.

## Каријера
На почетку каријере је певала пратеће вокале на албумима Максима Мрвице, Магазина и оца. Након што је стекла популарност захваљујући серији Стела, Хана са будућим мужем Петром Грашом, снима песму под насловом Срце за водича. Спот за ову песму броји преко 8 милиона прегледа на платформи Јутјуб.
Под уметничким именом Hana Who је издала синглове Алиса, Супермен, Боје итд.

## Приватан живот
Хана је будућег мужа Петра Граша упознала још док је отац био члан групе Магазин. То пријатељство ће у међувремену прерасти у емотивну везу. Непосредно након што се сазнало за њихову везу, медији су пренели да је Хана трудна. У суботу, 19. фебруара 2022. године, Хана и Петар су се венчали у Сплиту.